# Chris Riggott
Christopher Mark „Chris“ Riggott (* 1. September 1980 in Derby, England) ist ein englischer Fußballspieler. Er spielt in der Innenverteidigung und ist seit 2011 für Derby County in der Football League Championship aktiv.

## Werdegang

### Derby County
Riggotts Karriere als Fußballspieler begann in der Jugendabteilung von Derby County, dort spielte er in der U-19 Mannschaft. 1999 kam er in die erste Mannschaft von County. Sein damaliger Trainer war der spätere Nationaltrainer Englands Steve McClaren. Am Ende der Saison 2000/2001 wurde er zu Derby Countys Spieler des Jahres ernannt. Insgesamt lief Riggot in vier Jahren bei Derby County 91-mal auf und erzielte fünf Tore.

### FC Middlesbrough
2003 wechselte er zusammen mit Malcolm Christie für eine Ablösesumme von £3.000.000 (umgerechnet ca. 4.500.000 €) zum FC Middlesbrough. 2006 stand er mit Middlesbrough im Finale des UEFA-Pokals, das jedoch mit 4:0 gegen FC Sevilla verloren ging. Im Jahr 2008 wurde Riggott kurzzeitig an Stoke City verliehen. 

### Cardiff City
Nachdem sein Vertrag in Middlesbrough ausgelaufen war, wechselte Chris Riggott im August 2010 zu Cardiff City in die Football League Championship 2010/11.  Nachdem er zwei Ligaspiele für seine neue Mannschaft bestritten hatte, lösten Riggott und Cardiff den Vertrag im gegenseitigen Einverständnis auf.

### Derby County
Am 10. August 2011 unterschrieb er einen Einjahresvertrag bei seinem früheren Verein Derby County.

## Erfolge
mit Middlesbrough:
- League Cup: 2004
- UEFA-Pokal: Zweiter 2005/2006

persönlich:
- Derby Countys Spieler des Jahres 2000/2001